# Gambusia hurtadoi
El guayacón de Hacienda de Dolores (Gambusia hurtadoi) es un pez dulceacuícola endémico del manantial Ojo Hacienda de Dolores en el estado de Chihuahua. 

## Clasificación y descripción
Es un pez de la familia Poeciliidae del orden Cyprinodontiformes. Es un pez pequeño que alcanza una talla máxima de 36 mm de longitud patrón. Su coloración es azul plateado iridiscente, con un patrón de manchas tipo media luna agrupadas a lo largo de la banda lateral. Los machos pueden alcanzar los 2,5 cm de longitud total.

## Distribución
Se distribuye únicamente en El Ojo de la Hacienda de Dolores y zona efluente, en la cuenca del río Conchos, Chihuahua.

## Ambiente
El guayacón de Hacienda de Dolores habita en un manantial de agua clara y una zanja efluente. Este pez suele ser más abundante en zonas de agua somera y protección, con corriente ligera y abundante vegetación.

## Estado de conservación
Se desconoce el estado de conservación de esta especie. Este pez endémico se encuentra enlistado en la Norma Oficial Mexicana 059 (NOM-059-SEMARNAT-2010) como especie Sujeta a Protección Especial (Pr). En la Lista Roja de la Unión Internacional para la Conservación de la Naturaleza (UICN) se encuentra considerada como Vulnerable (VU).